# Liste der Naturdenkmäler im Landkreis Freyung-Grafenau
Die Liste der Naturdenkmäler im Landkreis Freyung-Grafenau nennt die Naturdenkmäler in den Städten und Gemeinden im Landkreis Freyung-Grafenau in Bayern. Nach Art. 51 Abs. 1 Nr. 4 BayNatschG ist das Landratsamt des Landkreises Freyung-Grafenau für den Erlass von Rechtsverordnungen über Naturdenkmäler (§ 28 BNatSchG) zuständig.

## Naturdenkmäler
| Bild                           | Nummer        | Bezeichnung                      | Lage                                                                                      | Gemeinde                | Gemarkung               | Flur-Nr.        | Verordnet          | Besitzer                      |
| ------------------------------ | ------------- | -------------------------------- | ----------------------------------------------------------------------------------------- | ----------------------- | ----------------------- | --------------- | ------------------ | ----------------------------- |
|                                | 2 / ND-02182  | Felsengruppe                     | Stachelhauser Forst (48° 49′ 21,5″ N, 13° 46′ 56,2″ O)                                    | Haidmühle               | Frauenberg              | 822             | 2. Dezember 1937   | Privateigentum                |
|                                | 3 / ND-02172  | Torfmoor                         | am Saußbach bei Linden (48° 49′ 27,8″ N, 13° 34′ 14,3″ O)                                 | Hinterschmiding         | Hinterschmiding         | 1496            | 2. Dezember 1937   | Bund Naturschutz              |
| Linde Schloss Wolfstein (2019) | 5 / ND-02174  | Linde                            | Schloss Wolfstein (48° 48′ 46,7″ N, 13° 32′ 37″ O)                                        | Freyung                 | Wolfstein               | 184 + 423       | 2. Dezember 1937   | Landkreis FRG                 |
|                                | 8 / ND-02247  | Linden (2), Ulme                 | Waldkirchen/Postamt (48° 43′ 43,1″ N, 13° 36′ 0,6″ O)                                     | Waldkirchen             | Waldkirchen             | 900/2           | 2. Dezember 1937   | Stadt Waldkirchen             |
|                                | 10 / ND-02112 | Linde                            | Hinterfirmiansreut (48° 54′ 15,9″ N, 13° 38′ 19,1″ O)                                     | Philippsreut            | Annathal                | 1014            | 13. Dezember 1937  | Privateigentum                |
|                                | 11 / ND-02252 | Linden (2)                       | Zentrum Jandelsbrunn, zwischen Schulhaus und Metzgerei (48° 43′ 48,3″ N, 13° 41′ 31,4″ O) | Jandelsbrunn            | Jandelsbrunn            | 63/1            | 13. Dezember 1937  | Gemeinde Jandelsbrunn         |
|                                | 13 / ND-02253 | Linde                            | Hinterwollaberg (48° 43′ 42,3″ N, 13° 40′ 14,5″ O)                                        | Jandelsbrunn            | Jandelsbrunn            | 1286            | 13. Dezember 1937  | Privateigentum                |
|                                | 14 / ND-02244 | Linde                            | Lämmersreut (48° 45′ 54,6″ N, 13° 34′ 3,6″ O)                                             | Waldkirchen             | Karlsbach               | 3478            | 13. Dezember 1937  | Stadt Waldkirchen             |
| Linde Schloss Wolfstein (2019) | 15 / ND-02175 | Linde                            | Kreuzberg/Dorfanger (48° 50′ 22,8″ N, 13° 33′ 4,4″ O)                                     | Freyung                 | Kreuzberg               | 215/1           | 13. Dezember 1937  | Stadt Freyung                 |
|                                | 16 / ND-02255 | Felspartie                       | Neureichenau/südlicher Ortsrand (48° 44′ 50,7″ N, 13° 45′ 6″ O)                           | Neureichenau            | Neureichenau            | 135             | 13. Dezember 1937  | Privateigentum                |
|                                | 17 / ND-02256 | Kastanienbäume                   | Neureichenau/Gasthaus Resch (48° 44′ 48,6″ N, 13° 44′ 51,9″ O)                            | Neureichenau            | Neureichenau            | 118/7           | 13. Dezember 1937  | Privateigentum                |
|                                | 19 / ND-02246 | Lindenallee                      | Waldkirchen/Karolikapelle (48° 43′ 14,5″ N, 13° 36′ 25,2″ O)                              | Waldkirchen             | Waldkirchen             | 1487            | 13. Dezember 1937  | Stadt Waldkirchen             |
|                                | 20 / ND-02254 | Felsengruppe „Gsteinet“          | bei Hobelsberg (48° 43′ 48,3″ N, 13° 36′ 28,2″ O)                                         | Grainet                 | Fürholz                 | 491 + 492       | 16. September 1939 | Privateigentum                |
|                                | 21 / ND-02109 | Felsgruppe „Hochgfeichtetstein“  | Schönbrunner Wald (48° 55′ 31″ N, 13° 31′ 36,9″ O)                                        | gemeindefrei            | Schönbrunn am Lusen     | 141/2           | 16. September 1939 | Freistaat Bayern              |
| weitere Bilder                 | 22 / ND-02170 | Felsgruppe „Kanzel“              | Schönbrunner Wald (48° 53′ 15,7″ N, 13° 31′ 55,6″ O)                                      | gemeindefrei            | Schönbrunn am Lusen     | 110/10          | 16. September 1939 | Freistaat Bayern              |
| weitere Bilder                 | 23 / ND-02110 | Felsgruppe „Großalmeyerschloss“  | Schönbrunner Wald (48° 54′ 55,2″ N, 13° 31′ 48″ O)                                        | gemeindefrei            | Schönbrunn am Lusen     | 158/3           | 16. September 1939 | Freistaat Bayern              |
|                                | 24 / ND-02111 | Felsgruppe „Kleinalmeyerschloss“ | Schönbrunner Wald (48° 54′ 39,9″ N, 13° 32′ 21,5″ O)                                      | gemeindefrei            | Schönbrunn am Lusen     | 168             | 16. September 1939 | Freistaat Bayern              |
|                                | 25 / ND-02260 | Granitfelsen                     | bei Frauenberg (48° 47′ 36″ N, 13° 44′ 39,4″ O)                                           | Haidmühle               | Frauenberg              | 447             | 16. September 1939 | Freistaat Bayern              |
|                                | 26 / ND-02183 | Moor „Brennfilz“                 | Ludwigsreut (48° 48′ 50,5″ N, 13° 45′ 26,2″ O)                                            | Haidmühle               | Frauenberg              |                 | 16. September 1939 | Freistaat Bayern              |
|                                | 27 / ND-02257 | Linde                            | Duschlberg (48° 47′ 20,4″ N, 13° 43′ 59,1″ O)                                             | Neureichenau            | Frauenberg              | 299             | 16. September 1939 | Privateigentum                |
|                                | 28 / ND-02104 | Felsenkopf mit Zirbelkiefern     | Am Großen Rachel (48° 58′ 19,2″ N, 13° 22′ 35,3″ O)                                       | Spiegelau               | Klingenbrunn            | 612             | 12. September 1949 | Freistaat Bayern              |
|                                | 30 / ND-02176 | Grillabachl                      | Freyung-Bahnhof - Straße nach Grillaberg (48° 47′ 57,2″ N, 13° 33′ 14″ O)                 | Freyung                 | Wolfstein               |                 | 13. März 1962      | Freistaat Bayern              |
|                                | 31 / ND-02177 | Tyrobach                         | Oberseilberg - Vorderschmiding (48° 48′ 42,6″ N, 13° 36′ 8,4″ O)                          | Grainet/Hinterschmiding | Rehberg/Hinterschmiding | 1230            | 13. März 1962      | Freistaat Bayern              |
|                                | 33 / ND-02165 | Bieblstein mit Ahorn             | St. Oswald/Bergstation Skilift (48° 53′ 42,2″ N, 13° 25′ 44,6″ O)                         | St. Oswald-Riedlhütte   | St. Oswald              | 556             | 27. Mai 1963       | Privateigentum                |
|                                | 36 / ND-02164 | Linden (2)                       | bei Kapelle in Schönanger (48° 52′ 9,6″ N, 13° 27′ 28″ O)                                 | Neuschönau              | Neuschönau              | 957             | 27. Mai 1963       |                               |
|                                | 38 / ND-02233 | Linden (2)                       | Rabenstein/Kapelle (48° 44′ 54,9″ N, 13° 19′ 24,5″ O)                                     | Thurmansbang            | Thurmansbang            | 935             | 26. November 1963  | Gemeinde Thurmansbang         |
|                                | 39 / ND-02166 | Steingruppe                      | Draxlschlag/Steinmannbiegel (48° 53′ 30,5″ N, 13° 25′ 51,1″ O)                            | St. Oswald-Riedlhütte   | St. Oswald              | 395             | 28. Januar 1966    | Privateigentum                |
|                                | 40 / ND-02167 | Felsen                           | Draxlschlag/alter Sportplatz (48° 53′ 11,2″ N, 13° 25′ 43,8″ O)                           | St. Oswald-Riedlhütte   | St. Oswald              | 427             | 28. Januar 1966    | Gemeinde St.Oswald-Riedlhütte |
|                                | 41 / ND-02168 | Hoher Stein                      | Draxlschlag/Feuerwehrhaus (48° 53′ 32,5″ N, 13° 25′ 45,1″ O)                              | St. Oswald-Riedlhütte   | St. Oswald              | 363             | 28. Januar 1966    | Gemeinde St.Oswald-Riedlhütte |
|                                | 42 / ND-02169 | Linden (2)                       | Höhenbrunn/Dorfanger (48° 53′ 45″ N, 13° 24′ 34,1″ O)                                     | St. Oswald-Riedlhütte   | St. Oswald              | 922/9 +922/10   | 28. Januar 1966    | Gemeinde St.Oswald-Riedlhütte |
|                                | 45 / ND-02179 | Eiche                            | B 12 bei Linden (48° 48′ 58,9″ N, 13° 33′ 46,3″ O)                                        | Freyung                 | Ahornöd                 | 643             | 7. April 1966      | Privateigentum                |
|                                | 46 / ND-02238 | Eiche                            | Hals (48° 47′ 52,3″ N, 13° 20′ 21,2″ O)                                                   | Saldenburg              | Saldenburg              | 2634            | 11. Juli 1966      | Freistaat Bayern              |
| weitere Bilder                 | 47 / ND-02234 | Wackelstein von Loh              | Loh (48° 47′ 48,6″ N, 13° 19′ 1,8″ O)                                                     | Saldenburg              | Saldenburg              | 2225            | 3. November 1966   | Freistaat Bayern              |
|                                | 48 / ND-02163 | Linde                            | Neudorf/Lichteneck (48° 51′ 1,2″ N, 13° 25′ 31,1″ O)                                      | Grafenau                | Neudorf                 | 441 + 1714      | 22. August 1967    | Privat + Freistaat Bayern     |
|                                | 49 / ND-02180 | Eichen (3)                       | Speltenbach (48° 49′ 21″ N, 13° 32′ 41,8″ O)                                              | Freyung                 | Ahornöd                 | 107/14          | 18. November 1968  | Freistaat Bayern              |
|                                | 50 / ND-02248 | "Gsteinet"                       | Waldkirchen/Wäschlbach (48° 43′ 47,6″ N, 13° 36′ 28,4″ O)                                 | Waldkirchen             | Waldkirchen             | 630/2 + 631     | 15. Februar 1980   | Privateigentum                |
|                                | 52 / ND-02243 | Linde                            | Bernhardsberg/Hohe Reute (48° 42′ 20,6″ N, 13° 33′ 34,2″ O)                               | Waldkirchen             | Unterhöhenstetten       | 507             | 25. November 1981  | Privateigentum                |
|                                | 55 / ND-02171 | Silberdistel-Wiese               | Schönbrunnerhäuser (48° 52′ 39,5″ N, 13° 31′ 33,8″ O)                                     | Hohenau                 | Schönbrunn am Lusen     | 330/1,330/3,326 | 17. März 1982      | Privateigentum + BUND         |
|                                | 56 / ND-02259 | Linden (6), Esche                | Klafferstraß/StStr. 2130 (48° 43′ 41,6″ N, 13° 47′ 51,2″ O)                               | Neureichenau            | Klafferstraß            | 212+273+276     | 30. Juni 1983      | Privateigentum + Gemeinde     |
|                                | 58 / ND-02181 | Spitzahorn                       | Falkenbach (48° 48′ 28,6″ N, 13° 30′ 55,2″ O)                                             | Freyung                 | Kumreut                 | 3236 + 3218/2   | 18. Juli 1983      | Privateigentum + Stadt        |
|                                | 59 / ND-02141 | Winterlinde                      | Haunstein (48° 49′ 32,9″ N, 13° 14′ 54,2″ O)                                              | Schöfweg                | Hilgenreith             | 1613            | 18. Juli 1983      | Gemeinde Schöfweg             |
|                                | 62 / ND-02142 | Sommerlinden (2)                 | Schöfweg (48° 50′ 23,9″ N, 13° 13′ 35,6″ O)                                               | Schöfweg                | Schöfweg                | 723/3           | 21. Februar 1984   | Gemeinde Schöfweg             |
|                                | 66 / ND-02249 | Ulme                             | Waldkirchen/Eingang Friedhof (48° 43′ 40,7″ N, 13° 36′ 8,4″ O)                            | Waldkirchen             | Waldkirchen             | 296             | 1. August 1990     | Stadt Waldkirchen             |

## Ehemalige Naturdenkmäler
| Bild | Nummer        | Bezeichnung                | Lage                                                   | Gemeinde              | Gemarkung    | Flur-Nr. | Verordnet          | Besitzer                      |
| ---- | ------------- | -------------------------- | ------------------------------------------------------ | --------------------- | ------------ | -------- | ------------------ | ----------------------------- |
|      | 6             | Linden (2)                 | Dorn/Kapelle (48° 43′ 52,1″ N, 13° 37′ 42,2″ O)        | Waldkirchen           | Ratzing      | 702      | 2. Dezember 1937   | Stadt Waldkirchen             |
|      | 29            | Linde                      | Frauenberg/„Ewigkeitsstraße“                           | Haidmühle             | Frauenberg   | 108      | 20. September 1956 | Privateigentum                |
|      | 32            | Linde                      | Kirchplatz Innernzell                                  | Innernzell            | Innernzell   | 3        | 27. Mai 1963       | Pfarrei Innernzell            |
|      | 34 / ND-02105 | Eschengruppe mit Feldkreuz | Riedlhütte-Häuser (48° 54′ 49,5″ N, 13° 23′ 0,6″ O)    | St. Oswald-Riedlhütte | St. Oswald   | 2035/2   | 27. Mai 1963       | Gemeinde St.Oswald-Riedlhütte |
|      | 54            | Hainbuchenhecke + Eschen   | Röhrnbach - Paulusmühle                                | Röhrnbach             | Röhrnbach    | 91/18 +  | 25. November 1981  | Privateigentum                |
|      | 57            | Birnbaum                   | Klafferstraß                                           | Neureichenau          | Klafferstraß | 151      | 18. Juli 1983      | Privateigentum                |
|      | 60            | Schlossberg                | Schlossberg Wolfstein (48° 48′ 47,3″ N, 13° 32′ 34″ O) | Freyung               | Wolfstein    | 1        | 18. Juli 1983      | Landkreis FRG                 |
|      | 69            | Kirschbaum                 | Oberseilberg                                           | Grainet               | Rehberg      | 1147/2   | 14. Dezember 1993  | Privateigentum                |
|      | 70            | Eiche                      | Neufang                                                | Jandelsbrunn          | Hintereben   | 165      | 14. Dezember 1993  | Privateigentum                |
|      | 71            | Eiche                      | bei Lämmersreut                                        | Waldkirchen           | Karlsbach    | 3430     | 12. Januar 1999    | Privateigentum                |